# Єврейська рота УДА (Україна)
Єврейська рота УДА — добровольче збройне формування, яке входило до складу Української Добровольчої Армії та діяло на території проведення АТО, виконуючи завдання по захисту територіальної цілісності України.

## Історія
Єврейська рота УДА створена у квітні 2016 року на базі Рівненського Загону Територіальної Оброни Української Добровольчої Армії. На початку 2016-го року Дмитром Ярошем, а також командуванням УДА було вирішено сформувати роту, до якої входитимуть представники єврейського народу, які є громадянами України та воювали у інших добровольчих та військових підрозділах, зокрема в УДА, з початку російської агресії на сході України. Деякі бійці почали свій бойових шлях у складі Єврейської роти, пройшовши вишкіли та навчання на базі УДА.
Командир роти Хорєв Максим, виходець з Донбасу, активіст Майдану 2013 року, боєць Добровольчих батальйонів Дніпро 1, Правий Сектор. До складу роти входять двадцять представників єврейсько-української спільноти з різних куточків України.
Єврейська рота УДА перебувала на передових позиціях у секторі «М» у 2016—2017 рр. Бійці роти брали активну участь у боях в с. Широкине та с. Мар'їнка.
Понад половина бійців, зокрема командир Хорєв Максим, були нагородженні багатьма відзнаками та нагородами за службу та захист територіальної цілісності України.